# Bio Boccosi
Bio Boccosi, figlio di Greppino Boccosi (Ancona, 1912 – Ancona, 28 giugno 2006), è stato un compositore, fisarmonicista, editore e didatta italiano, la cui carriera fu impegnata nella divulgazione e nella diffusione della fisarmonica in Italia, contribuendo anche, assieme ad altri autori, alla creazione di quello che viene oggi considerato il primo repertorio storico scritto per fisarmonica.
Come divulgatore musicale, svolse attività di giornalista e redattore capo della rivista Strumenti & Musica. Responsabile artistico e didattico della Farfisa fin dal 1946, fu cofondatore del Centro Didattico Musicale Italiano Farfisa, che coordinava le scuole di fisarmonica italiane, uniformandone i programmi di insegnamento. Comprò poi le Edizioni musicali Farfisa per trasformarle nella odierna Berbèn edizioni.
Il Maestro Boccosi fu un membro autorevole della Confédération Mondial de l'Accordèon e cofondatore del Premio Internazionale di Fisarmonica di Castelfidardo nel 1964.

## Biografia

### Infanzia e giovinezza
Bio Boccosi nacque ad Ancona nel 1912 da una famiglia di buone condizioni economiche, attiva nel commercio del carbone. Alle secondarie intraprende l'Istituto Tecnico Commerciale della sua città, per poi essere impiegato presso la Banca dell'Agricoltura. Fin da giovane però coltiva l'interesse per la musica, condividendolo con il fratello maggiore Berto, che insegnava musica e fu autore di varie opere, liriche e strumentali. Solo in seguito, dalla metà degli anni quaranta in poi, Bio riuscirà a fare della musica l'elemento centrale della sua vita professionale.
Tra gli anni trenta e gli anni quaranta coltiva la sua passione musicale componendo alcune operette e varie operine educative per bambini, in gran parte pubblicate nella collanaTeatro Minuscolo, pubblicata dall'editore anconetano Primavera edizioni. Altre composizioni del periodo comprendevano canzoni e liriche; in questo periodo giovanile intraprese le sue prime attività concertistiche, accompagnando al pianoforte i cantanti dell'epoca e dirigendo una propria orchestrina, anche alla Radio e al Teatro delle Muse di Ancona, dove, fra l'altro, fu l'ultimo ad esibirsi prima dei bombardamenti dell'ultima guerra mondiale.

### Dopoguerra: L'ingresso alla Farfisa
Nel 1946, alla nascita della Farfisa, assunse la carica di responsabile artistico di quella che era destinata a divenire, nel settore degli strumenti musicali e dell'editoria musicale, una realtà industriale importante a livello internazionale; in questa nuova attività riesce ben presto ad evidenziare le sue capacità professionali e le notevoli qualità organizzative, promuovendo numerose e qualificate iniziative come concorsi, rassegne, convegni e concerti. Nel 1947 fa parte del comitato organizzativo del primo concorso nazionale per fisarmonicisti, in cui vinse il Maestro Gervasio Marcosignori, anche lui poi assunto dalla Farfisa. Nell'aprile 1948 esce il primo numero di Fisarmonica, un periodico di collegamento tra fisarmonicisti dilettanti e professionisti e la ditta Farfisa, di cui dopo pochi mesi diventerà il redattore capo. Successivamente la rivista prenderà il nome di Strumenti & Musica, allargando il campo d'interesse a pressoché tutti gli strumenti e le attività musicali.
Tra gli ultimi anni quaranta e i primi anni sessanta, contribuisce, con i musicisti Tullio Giacconi, Franco Alfano, Ettore Pozzoli, Luigi Ferrari Trecate, Adamo Volpi, Vittorio Melocchi, Emilio Cambieri, Lino Liviabella, Gianfelice Fugazza, Luciano Fancelli, Italo Salizzato, Wolmer Beltrami, Efrem Casagrande e tanti altri, alla nascita di quella che può essere definita la prima storica letteratura "originale" per fisarmonica, componendo vari brani di gusto post-romantico, a volte con alcune pennellate ammiccanti al jazz, tra cui ricordiamo tre Rapsodie, una Fantasia romantica e le Improvvisazioni.

### Anni '50/'60: La nascita del CDMI e la Farfisa edizioni
Nel marzo 1958, con altri valenti didatti e musicisti, fonda il Centro Didattico Musicale Farfisa istituito per le varie scuole di fisarmonica italiane e per dare loro una base di studio, seria e qualificata, con programmi didattici uguali per tutti, fondati su testi e repertorio originali. Il C.D.M.F., che raggruppava centinaia di Scuole e migliaia di allievi, si trasformò nell'anno 1966 in Centro Didatico Musicale Italiano (C.D.M.I.), allargando la propria attività ad altri strumenti musicali e restando attivo sino agli anni '90. Successivamente, nel 2005, tale associazione didattica, con sede centrale ad Ancona, si trasformò in Nuovo C.D.M.I., con sede centrale a Castelfidardo, dove tuttora prosegue la propria attività.
Nel 1956 il maestro Bio Boccosi rileva l'editore Edizioni Musicali Farfisa, facendolo diventare uno dei principali editori musicali specializzato in musiche per fisarmonica.
Nel 1960 gli viene conferito, a Pavia, l'Oscar Mondiale della Fisarmonica, per i suoi meriti di compositore, editore ed organizzatore, qualità riconosciutegli anche a livello mondiale.

### 1965: La Berbèn edizioni
Nel 1963 intanto, il M° Boccosi e la sua Edizioni Musicali Farfisa avevano acquistato la casa editrice musicale Bèrben, fondata nel 1946 da Benedetto Berlini e specializzata in pubblicazioni per chitarra. Nel 1965, quando il marchio di edizioni Farfisa tornò alla fabbrica di strumenti musicali, la casa editrice prese il nome di Edizioni Musicali Bèrben. Successivamente assunse anche la carica di segretario dell'ASCHIT (Associazione Chitarristica Italiana).
Dagli anni settanta ricopre per molti anni la carica di segretario generale della Confederation Mondial de L'Accordèon (C.M.A.), organizzando diverse importanti manifestazioni a livello internazionale.
Negli ultimi anni, per i suoi cospicui meriti in favore della cultura musicale, molti comuni del Distretto degli strumenti musicali di Castelfidardo – Loreto – Recanati, inclusi Ancona e Santa Maria Nuova, gli conferirono la cittadinanza onoraria.
Nel dicembre 2003, dopo 52 anni di attività ininterrotta, per motivi di età fa cessare la pubblicazione del Periodico Strumenti e Musica. Bio Boccosi muore ad Ancona il 28 giugno 2006, all'età di 94 anni.

## Opere principali

### Operette e operine per bambini
- Il capriccio di Sua Altezza (1937) - operetta in 3 atti di A. Pettinelli
- Notte in Arabia (1932) - operetta in 3 atti di A. Pettinelli
- La rivolta dell'alfabeto - commedia musicale in un atto di A. Fucili
- La casa delle stagioni - commedia musicale in un atto di A. Fucili
- Le ciliegine (1938) - operina in un atto per bambini
- Bottega delle bambole - operetta in un atto (parole e musica di B. Boccosi)

### Musica per pianoforte
- Piccola barcarola (1940)
- Giallo e rosso (1968)
- Tarantella per pianoforte a 4 mani (o 2 pf.)

### Musica per organo elettronico
- Meditazione
- Studietto
- Invito all'organo elettronico : metodo rapido e moderno per lo studio dell'organo elettronico. T. Giacconi/Dogrey
- Quattro piccole ricreazioni di Bio Boccosi, Tullio Giacconi, Manlio Martini BE1895

### Musica per fisarmonica
- Capriccio (1947)
- Rapsodia azzurra (1948)
- Rapsodia d'autunno (1950)
- Improvvisazioni (1954)
- Fantasia romantica (1955)
- Fiammetta
- Soraja (1954)
- Scherzando col mantice (1959)
- Gavottina (196)
- Rapsodia di primavera (1963)
- 11 pezzi facili di Tullio Giacconi, Alessandro Mugnoz, Renzo Tomassetti, Francesco Visentin, Bio Boccosi (1979)

### Musica d'insieme
- Castelfidardo (per 3 fisarmoniche)
- Stamura (per 3 fisarmoniche)
- Gloria ? (per 3 fisarmoniche)
- Canzone della fisarmonica (per 3 fisarmoniche)
- Divagazioni (per 4 fisarmoniche) - adattamento: G. F. Fugazza
- Rapsodia azzurra (per 4 fisarmoniche) - adattamento: G. F. Fugazza
- Rapsodia d'autunno (per 4 fisarmoniche) - adattamento: G. F. Fugazza
- Rapsodia di primavera (per 5 fisarmoniche e percussioni) - adattamento: Korjkan ?
- Marinaresca (per 5 fisarmoniche) - manoscritto
- Primo swing (per orchestra)

### Canzoni (canto e pianoforte opp. canto e orchestra)
- Fanesinella
- Canta il pescator...
- Ivana (1934)
- Torna accanto al pianoforte (1943)
- Il postino (1949)
- Per amor... (1949)
- Rimpianto (1949)
- Sera di primavera (1950)
- A tu per tu (1951)
- A Milano c'è un'altra stella (1952)
- Voglio un bimbo (1952)
- Samba stop! (1952)
- Tre gioie (1953)
- Mare d'argento (canzone marinara)
- Lu' e Lia (romanza - intermezzo)

### Opere didattiche e testi vari
- Piccolo dizionario del fisarmonicista (1957 - a cura di Bio Boccosi)
- La fisarmonica italiana (1963) - con Attilio Pancioni
- Invito all'organo elettronico, metodo in 2 voll. ed "esercizi compl." (1967-1972) - con Tullio Giacconi
- "Metodo Bona" per la divisione (revisione)

## Pubblicazioni
- Piccolo dizionario del fisarmonicista, Edizioni Musicali Farfisa, 1957
- La Fisarmonica italiana: panorama dei concorsi nazionali ed internazionali dal 1946 al 1963, Edizioni Musicali Farfisa, 1964